# Тирваський район
Ти́рваський район (ест. Tõrva rajoon, рос. Тырваский район) — адміністративно-територіальна одиниця Естонської РСР з 26 вересня 1950 до 24 січня 1959 року.

## Географічні дані
Площа району станом на 1955 рік — 922,0 км2.
Адміністративний центр — місто Тирва.

## Історія
26 вересня 1950 року в процесі скасування в Естонській РСР повітового та волосного адміністративного поділу утворений Тирваський сільський район, який безпосередньо підпорядковувався республіканським органам. До складу новоутвореного району ввійшли місто Тирва як адміністративний центр та 14 сільських рад: Гелмеська, Йиґевестеська, Кооркюласька, Леебікуська, Рійдаяська, Голдреська, Тааґепераська, Унаметсаська, Вооруська, Пікруська, Гуммуліська, Пуйдеська, Арукюласька, Кярстнаська.
Після прийняття 3 травня 1952 року рішення про поділ Естонської РСР на три області Тирваський район включений до складу Пярнуської області. Проте вже 28 квітня 1953 року області в Естонській РСР були скасовані і в республіці знов повернулися до республіканського підпорядкування районів.
20 березня 1954 року відбулася зміна кордонів між районами Естонської РСР, зокрема Тирваський район передав 74,41 га Аб'яському та 270,4 га Вільяндіському районам і отримав 73,21 га від Аб'яського та 307,75 га від Вільяндіського районів.
17 червня 1954 року розпочато в Естонській РСР укрупнення сільських рад, після чого в Тирваському районі замість 14 залишилися 7 сільрад: Гелмеська, Гуммуліська, Кооркюласька, Кярстнаська, Рійдаяська, Тааґепераська, Вооруська.
24 січня 1959 року Тирваський район ліквідований, а його територія поділена між районами Валґаським (місто Тирва та Гелмеська, Гуммуліська, Кооркюласька, Рійдаяська й Тааґепераська сільські ради) та Вільяндіським (Кярстнаська та Вооруська сільські ради).

## Керівництво району
Перші секретари районного комітету КПЕ
- 1955—1959  Юрій Гіндрікович Суурханс[et] (Jüri Hindriku p. Suurhans)[10]

Голови виконкому районної Ради депутатів трудящих
- 1953—1955  Юрій Гіндрікович Суурханс[10]

## Друкований орган
2 лютого 1951 року тричі на тиждень почала виходити газета «Uus Elu» («Уус Елу», «Нове життя»), друкований орган Тирваського районного комітету комуністичної партії Естонії та Тирваської районної ради депутатів трудящих. Останній номер вийшов 31 січня 1959 року.